# Mario Adorf
Mario Adorf (Zürich, 1930. szeptember 8. –) német színész, forgatókönyvíró, a filmes szakmában elsősorban kiváló karakterszínészként tartják számon több, mint fél évszázados pályafutása során. Magyarországon leginkább olasz filmekből ismert, az egyik legemlékezetesebb alakítása V. Szixtusz pápa Luigi Magni Legyetek jók, ha tudtok című filmjében volt. Számos családi filmben alakított emlékezetes, pozitív figurát senki mással össze nem téveszthető, sajátos sármjának köszönhetően.

## Életpályája
Alice Adorf német röntgenasszisztensnő és dr. Matteo Menniti nős, olasz sebészorvos törvénytelen gyermekeként, a svájci Zürichben született. Anyja szüleinél, Eifelben, a Borromeo Szent Károly által alapított katolikus rend iskoláit kijárva érettségizett. Szülővárosába visszatérve ott, és Mainzban germanisztikát tanult, versenyszerűen bokszolt, majd pedig a színi pályát választotta. Színi tanulmányait Münchenben végezte el, az Otto Falkenberg Akadémián, s itt lépett először színpadra. 1954-ben kezdődött filmes pályafutása, előbb kisebb szerepekkel.
Első filmfőszerepét az Éjszaka, amikor jön az ördög című fekete-fehér filmben játszotta, igen meggyőzően. Később indiánfilmekben, maffiafilmekben szerepelt, majd az olasz Matteotti-ügyben Mussolinit alakította.

## Magánélete
1962-ben házasságot kötött Lisa Verhoven (1931) német színésznővel. Egy gyermekük született; Stella. 1964-ben elváltak. 1985 óta Monique Faye a párja.

## Filmjei

### Színészként
- Robinson nem halhat meg (1957)
- A halálhajó (1959)
- Rosemarie kisasszony (1959)
- Iskolatársak voltunk (1960)
- Sakknovella (1960)
- Ki volt dr. Sorge? (1961)
- Lulu (1962)
- A látogatás (1963)
- Morál ’63 (1964)
- Dundee őrnagy (1965)
- Tíz kicsi indián (1965)
- Katonalányok (1965)
- San Gennaro kincse (1967)
- Ezek a kísértetek (1967)
- Tetőnk, a csillagos ég (1968)
- Olasz kísértet (1968)
- A jégsziget foglyai (1969)
- Kristálytollú madár (1970)
- A tüzes íjász (1971)
- Pinokkió (1971)
- Pinokkió sorozat
- Az ötödik hatalom (1972)
- A rendőrség megköszöni (1972)
- Felszólítás nélkül (1972)
- A Matteotti-ügy (1973)
- Gyorsított eljárás (1974)
- Kutyaszív (1975)
- A harmadik sorozat (1975)
- Katharina Blum elvesztett tisztessége (1975)
- Méreggel (1976)
- Németország ősszel (1978)
- A naplopó (1978)
- A bádogdob (1979)
- A sivatag oroszlánja (1981)
- Lola (1981)
- Smiley népe (1982)
- Marco Polo (1982-1983)
- Legyetek jók, ha tudtok (1983)
- Polp (1984)
- A Holcroft egyezmény (1985)
- Via Mala (1985)
- Megyek a macskámért (1987)
- A Panisperna utcai fiúk (1988)
- Assisi Szent Ferenc (1989)
- Most próbáljuk meg ezt! (1989)
- Az agglegény (1990)
- Csendes napok Clichyben (1990)
- Fantaghiro, a harcos hercegnő I.-II. (1991-1992)
- Az utolsó napok királya (1993)
- A kis lord (1994)
- Rossini - avagy a gyilkos kérdés: ki kivel hált (1997)
- A hó hatalma (1997)
- Szeresd ellenségedet (1999)
- A Karib-tenger kalózai (1999)
- Epstein éjszakája (2001)
- A Pál utca fiúk (2003)
- A karácsonyi jávorszarvas kalandjai (2005)
- A hatodik napon (2007)
- Szerelmek és hazugságok (2008)
- A kis Dodo (2008)
- A bálnák titka (2010)
- Krokodil (2013)
- Pinokkió (2013)
- Karl Marx – Der deutsche Prophet (ZDF, 2018)

### Forgatókönyvíróként
- Tresko - Amigo Affare (1996) (színész is)
- Tresko - Im Visier der Drogenmafia (1996) (színész is)
- Tresko - Der Maulwurf (1996) (színész is)

## Díjai
- Ernst Lubitsch-díj (1974) Die Reise nach Wien
- Bambi-díj (1978, 2006, 2016[4])
- Arany Kamera díj (1992, 1994, 2012)
- Adolf Grimme-díj (1994) Der große Bellheim